# Michel Le Clerc
Michel Le Clerc (1622 - 18 de diciembre de 1691) fue un abogado y autor dramático francés nacido en Albi (Tarn) y fallecido en París. Fue elegido miembro de la Academia Francesa en 1662, para ocupar el asiento número 40. Fue parte de la segunda generación de los académicos de Francia, denominados los inmortales.

## Datos biográficos
Estudió con los jesuitas, estableciéndose en París más tarde donde es nombrado abogado del parlemento. Fue condiscípulo de Claude Boyer, y también escribió tragedias y piezas de circunstancia; produjo en 1645 su Virginie romaine el mismo año en que Boyer escribió la Porcie romaine. Fue elegido miembro de la Academia Francesa en 1662. Ifigénea, una de sus obras, escrita en colaboración con Jacques de Coras fue representada en  1674, en el mismo año que la tragedia homónima de Racine.
Michel Le Clerc es conocido por su traducción de Jerusalén liberada de Torquato Tasso, pero la obra fue criticada por Boileau y padeció de una reputación poco favorable. Chapelain dijo de él: « Escribe razonablemente en prosa francesa, estando por encima de los mediocres, tanto como autor, como traductor. » (Citado por la Academia Francesa.)

## Obra
- La Virginie romaine, tragédie (1645)
- La Hiérusalem délivrée, poëme héroïque traduit en vers français (1667)
- Iphigénie en Aulide, tragédie (1674)
- Orontée, tragédie en musique ornée d'entrées de ballet, de machines et de changemens de théâtre représentée dans le château de Chantilly devant Monseigneur le Dauphin par l'Académie royale de musique (1688)